# آيت واقا (آيت إسحاق)
آيت واقا هي إحدى مشيخات المملكة المغربية، تتبع جغرافيا لإقليم خنيفرة وإداريًا لآيت إسحاق. يقدر عدد سكانها بـ 1809 نسمة حسب الإحصاء الرسمي للسكان والسكنى لسنة 2004.